# Bastards (album de Motörhead)
Pour les articles homonymes, voir Bastards.
Albums de Motörhead
March ör Die
(1992) Sacrifice
(1995)
Singles
1. Don't Let Daddy Kiss Me
Sortie : 1993
2. Born To Raise Hell
Sortie : novembre 1994

Bastards est le onzième album studio du groupe de heavy metal britannique Motörhead. L'album est sorti 29 novembre 1993 sous le label ZYX. C'est le premier d'une suite de quatre albums à être produit par Howard Benson. C'est également le premier album du groupe avec Mikkey Dee à la batterie.

## Historique
Lemmy, à l'origine en 1975, voulait nommer son groupe « Bastard », mais ce nom était déjà pris par un groupe londonien composé entre autres des membres Brian James (Lords of the New Church, The Damned) et Nobby Goff (Elton Motello, Mustang Stampede).
À la suite d'un relatif échec commercial de leurs précédents albums studio, 1916 (1991) et surtout March ör Die (1992), le groupe a décidé de faire pour cet album une sorte de retour aux sources, en utilisant le son lourd et rapide de la musique de leurs débuts. Le son de la batterie sera également différent des précédents albums en raison du jeu puissant et rapide de Mikkey Dee et d'une prise de son originale voulue par Ryan Dorn. Les paroles de l'album sont une critique de la société (avec le titre On Your Feet or on Your Knees), de la guerre (avec les titres Death or Glory et I am the Sword), et une dénonciation de la pédophilie (avec le titre Don't Let Daddy Kiss Me).
Cet album fut enregistré en Californie dans les studios A&M (Hollywood) et Prime Time (North Hollywood avec Ryan Dorn comme ingénieur du son et s'occupant également du mixage. Il est le seul album du groupe pour le label ZYX Music, un label indépendant allemand plutôt spécialisé dans dance-music. L'album ne bénéficia que de très peu de promotion hors l'Allemagne et ne sorti pas avant 2001 aux États-Unis.
Lemmy dira, dans son autobiographie "White Line Fever", que cet album est l'un des meilleurs que le groupe enregistra. Le guitariste Phil Campbell avoua lui aussi dans une interview en 2018 que Bastards était son album préféré.
La chanson "Born to Raise Hell" sera réenregistrée en 1994 pour la bande son du film Airheads avec Ice T, Whitfield Crane au chant.
Cet album se classa à la 28e place des charts allemands et à la 48e des charts suédois.

## Liste des titres
- Tous les titres sont signés par Lemmy Kilmister, Phil Campbell, Michael Burston et Mikkey Dee sauf indications.

| No  | Titre                         | Auteur    | Durée |
| --- | ----------------------------- | --------- | ----- |
| 1.  | On Your Feet or On Your Knees |           | 2:33  |
| 2.  | Burner                        |           | 2:52  |
| 3.  | Death or Glory                |           | 4:50  |
| 4.  | I am the Sword                |           | 4:28  |
| 5.  | Born To Raise Hell            | Kilmister | 4:57  |
| 6.  | Don't Let Daddy Kiss Me       | Kilmister | 4:05  |
| 7.  | Bad Woman                     |           | 3:16  |
| 8.  | Liar                          |           | 4:10  |
| 9.  | Lost in the Ozone             |           | 3:28  |
| 10. | I'm Your Man                  |           | 3:28  |
| 11. | We Bring the Shake            |           | 3:45  |
| 12. | Devils                        |           | 5:59  |

Titre bonus réédition 2001
| No  | Titre                                           | Auteur                      | Durée |
| --- | ----------------------------------------------- | --------------------------- | ----- |
| 13. | Jumpin' Jack Flash (reprise des Rolling Stones) | Mick Jagger, Keith Richards | 3:20  |

## Musiciens
Motörhead
- Lemmy the Arrogant Bastard : chant, basse, guitare acoustique sur "6" et "9"
- The Welsh Bastard, Stiletto Heels: guitare solo, guitare acoustique
- Würzel the Bastard: guitare solo et rythmique
- Mikkey Bastard Dee: batterie

Musicien additionnel
- Howard Benson: claviers

## Charts
Album
| Pays      | Durée du classement | Meilleur classement | Date            |
| --------- | ------------------- | ------------------- | --------------- |
| Allemagne | 9 semaines          | 28e                 | 8 novembre 1993 |
| Suède     | 1 semaine           | 48e                 | 27 octobre 1993 |

Single
| Single                              | Chart            | Durée du classement | Position | Date             |
| ----------------------------------- | ---------------- | ------------------- | -------- | ---------------- |
| "Born to Raise Hell" (1994 version) | UK Singles Chart | 2 semaines          | 47e      | 10 décembre 1994 |
| "Born to Raise Hell" (1994 version) | Mega Top 50      | 3 semaines          | 45e      | 19 novembre 1994 |